# Honkasaari (ö i Finland, Norra Österbotten, Oulunkaari, lat 65,36, long 26,99)
Honkasaari är en ö i Finland.   Den ligger i kommunen Pudasjärvi i den ekonomiska regionen  Oulunkaari  och landskapet Norra Österbotten, i den centrala delen av landet, 600 km norr om huvudstaden Helsingfors.